# 谢尔盖·亚历山德罗维奇·库德里亚夫采夫
谢尔盖·亚历山德罗维奇·库德里亚夫采夫（俄语：Серге́й Алекса́ндрович Кудря́вцев，1903年—1938年4月25日），是苏联政治家，曾担任乌克兰共产党中央委员会第二书记、阿塞拜疆共产党中央委员会第二书记，是三人法庭成员，在“大清洗”中被捕枪杀。